# Ungdomslag
Ungdomslag är beteckning på de lag i en idrottsförening för yngre spelare som betecknas som ungdomsspelare och ännu inte uppnått juniornivå inom lagsporter. Normalt betecknas en spelare som ungdomsspelare fram till 16 års ålder. De flesta idrottsförbund har regelbundna tävlingar för ungdomslag i form av serie eller cup på motsvarande sätt som ett junior- eller seniorlag.
Enligt svenska ishockey- samt fotbollförbundens tävlingsregler betecknas en spelare som ungdomsspelare till och med det kalenderår spelaren fyller 17 år, därefter betecknas spelaren som junior från och med det kalenderår spelaren fyller 18 år till och med det kalenderår spelaren fyller 19 år, och därefter senior.
Inom handboll betecknas enligt svenska tävlingsbestämmelserna en spelare som ungdomsspelare till och med det kalenderår spelaren fyller 16 år, därefter betecknas spelaren som junior från och med det kalenderår spelaren fyller 17 år till och med det kalenderår spelaren fyller 18 år, och därefter senior.